# Liste der Nummer-eins-Hits in Singapur (2001)
Diese Liste der Nummer-eins-Hits in Singapur 2001 basiert auf den offiziellen Chartlisten der RIAS. Es wurden zwei getrennte Charts für asiatische und internationale Alben erhoben.

## Alben (asiatisch)
| | Liste der Nummer-eins-Hits in Singapur | Liste der Nummer-eins-Hits in Singapur | Liste der Nummer-eins-Hits in Singapur | 2002 →                    |
| \| Zeitraum \| Wo. ges. \| Interpret \| Titel \| Zusätzliche Informationen \| \| (Zeitraum, Wochen auf Platz eins, Interpret, Titel, zusätzliche Informationen) \| \| \| \| \| \| ------------------------------------------------------------------------------ \| -------- \| --------------- \| ----------------------- \| ------------------------- \| \| 17. November 2001 – 23. November 2001 1 Woche \| 1 \| F4 \| Meteor Rain / 流星雨[1] \| – \| \| 24. November 2001 – 30. November 2001 1 Woche \| 1 \| Various Artists \| Best of TV Drama[1] \| – \| |                                        |                                        |                                        |                           |
| |                                        |                                        |                                        | → 2002 →                  |
| Zeitraum | Wo. ges.                               | Interpret                              | Titel                                  | Zusätzliche Informationen |
| (Zeitraum, Wochen auf Platz eins, Interpret, Titel, zusätzliche Informationen) |                                        |                                        |                                        |                           |
| 17. November 2001 – 23. November 2001 1 Woche | 1                                      | F4                                     | Meteor Rain / 流星雨                   | –                         |
| 24. November 2001 – 30. November 2001 1 Woche | 1                                      | Various Artists                        | Best of TV Drama                       | –                         |

## Alben (international)
| | Liste der Nummer-eins-Hits in Singapur | Liste der Nummer-eins-Hits in Singapur | Liste der Nummer-eins-Hits in Singapur | 2002 →                    |
| \| Zeitraum \| Wo. ges. \| Interpret \| Titel \| Zusätzliche Informationen \| \| (Zeitraum, Wochen auf Platz eins, Interpret, Titel, zusätzliche Informationen) \| \| \| \| \| \| ------------------------------------------------------------------------------ \| -------- \| --------- \| ------------------- \| ------------------------- \| \| 17. November 2001 – 30. November 2001 2 Wochen \| 2 \| Westlife \| World of Our Own[1] \| – \| |                                        |                                        |                                        |                           |
| |                                        |                                        |                                        | → 2002 →                  |
| Zeitraum | Wo. ges.                               | Interpret                              | Titel                                  | Zusätzliche Informationen |
| (Zeitraum, Wochen auf Platz eins, Interpret, Titel, zusätzliche Informationen) |                                        |                                        |                                        |                           |
| 17. November 2001 – 30. November 2001 2 Wochen | 2                                      | Westlife                               | World of Our Own                       | –                         |

## Belege
1. 1 2 3  Fehler (Memento vom 29. Dezember 2001 im Internet Archive)